# ソビエト・リトアニア百科事典

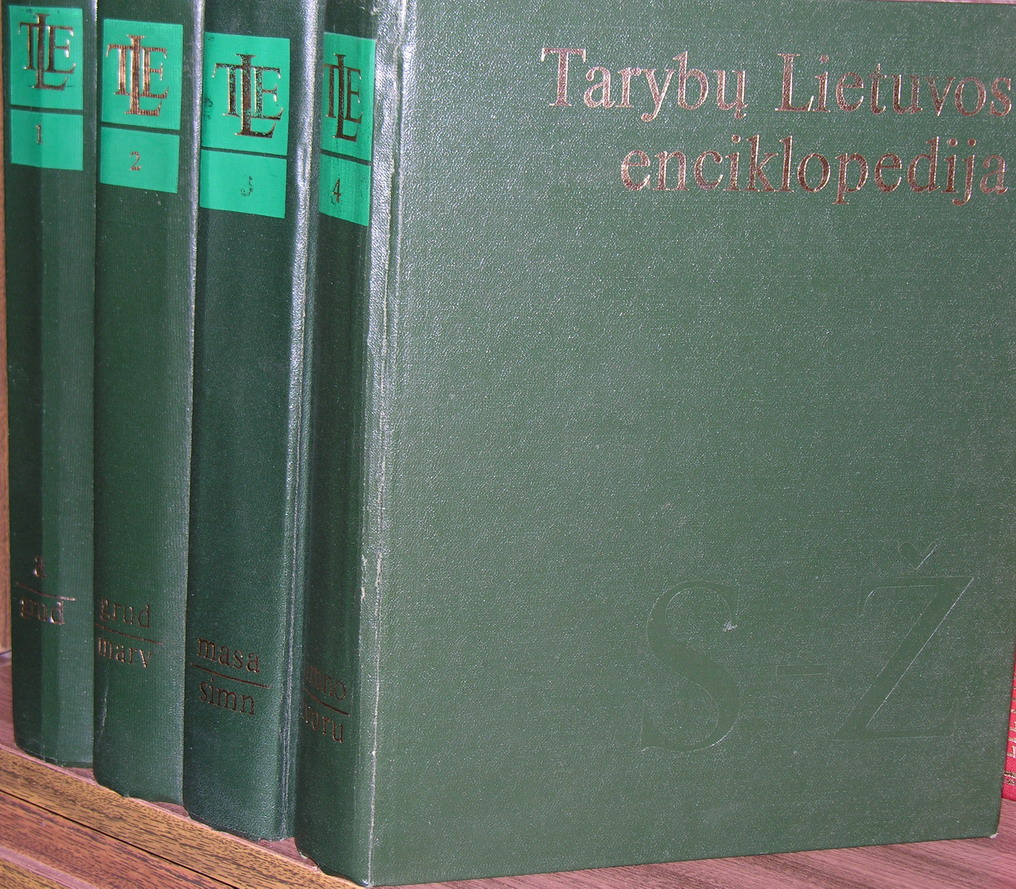
『ソビエト・リトアニア百科事典』全4巻

ソビエト・リトアニア百科事典（リトアニア語: Tarybų Lietuvos enciklopedija, 露: Энциклопедия Советской Литвы: Ėnt︠s︡iklopedii︠a︡ Sovetskoĭ Litvy, 頭字語TLE）は、リトアニア・ソビエト社会主義共和国時代の百科事典である。リトアニアに関連する考古学と歴史学、自然科学と科学、文化遺産、都市と地域、著名人の伝記、政治などの主題をおさめた。全4巻、首都ヴィリニュスで1985年から1988年にかけて出版された。
底本『リトアニア・ソビエト大百科事典』全12巻から派生し、本書TLEは技術と生物学、薬理学と化学、医学と数学など一般的な分野を割愛してある。

## 巻次
各巻と掲載の見出し範囲、発行年を示す。
- 第1巻：A–Grūdas、1985年。
- 第2巻：Grūdas–Marvelis、1986年。
- 第3巻：Masaitis–Simno、1987年。
- 第4巻：Simno–Žvorūnė、1988年。

オンライン版
- Antanavičius, J; Zinkus, Jonas (1985) (リトアニア語). Tarybų Lietuvos enciklopedija. 1. HathiTrust Digital Library（検索のみ）. ヴィリニュス: Vyriausioji enciklopedijų redakcija. OCLC 609449766

## 関連資料
- Stanaitis, Algirdas; Stanaitis, Saulius (2017). Widawski, Krzysztof（Prof. Dr.、ヴロツワフ大学Regional Geography and Tourism）. ed. “Lithuanian Tourism Geography” (English). The Tourism of Central and Eastern European Countries (Cham: Springer International Publishing : Springer):  233-280. doi:10.1007%2F978-3-319-42205-3_7. OCLC 6931319114. ISBN 978-3-319-42203-9, 978-3-319-42205-3。オンライン版のダウンロードは有償。著者の所属はリトアニア教育大学（ヴィリニュス）。
- Bartninkas, Marius; Bilius, Mindaugas; Cerka, Paulius; Davulis, Tomas; Gruodyte, Edita; Kargaudiene, Ausra; Meskys, Linas; Raizys, Dainius et al. (2017). “Lithuanian Public Law” (English). The Law of the Baltic States (Cham: Springer International Publishing : Springer):  407-470. doi:10.1007%2F978-3-319-54478-6_8. OCLC 7006955767. オンライン版のダウンロードは有償。